# Ursula Schütz

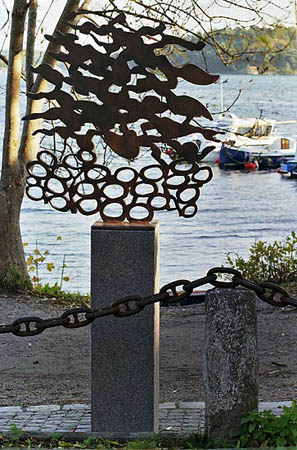
"Uppbrott och Hemkomst", Dalarö. Brons på marmorsockel.

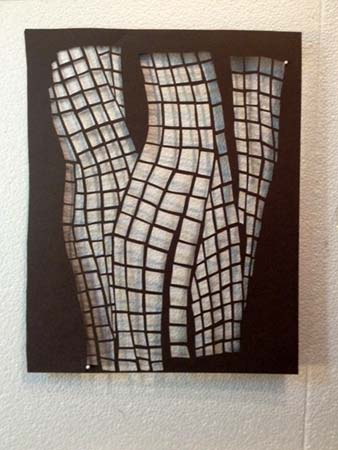
Pappersklipp, 2017

Ursula Hannelore Schütz-Stenqvist, född 19 maj 1935 i Nürnberg, är en tysk-svensk konstnär, bosatt i Sverige sedan 1961, från 1971 tillsammans med konstnären Nils G Stenqvist (1934–2005). 
Efter studier i målning vid konstakademien i Karlsruhe för den färgstarke HAP Grieshaber ägnade hon sig åt vård av psykiskt sjuka barn, först i hemlandet och därefter i Sverige. Hon återvände dock till konsten och studerade först vid Konstfack 1962–1964 och därefter på Konsthögskolans grafikavdelning. Hon arbetade då främst med koppargrafik, därefter litografi, och senare under en lång period enbart träsnitt, som passade hennes nya bildvärld, med inspiration från resor till bland annat Botswana och Zimbabwe. 
Från grafiken gick hon över till reliefer med naturmotiv, till exempel stiliserade växter, sågade i träfiber. Relieferna lämpade sig för utsmyckningsuppdrag på sjukhus och andra officiella byggnader, som Lokhjul-verkstaden i Örebro, "Hjulet och farten". Schütz vann också en tävling om ett monument till minne av de baltiska flyktingar som efter andra världskriget hade landat med båtar bland annat på Dalarö. Där invigdes år 2004 skulpturen "Uppbrott och Hemkomst" vid stranden. 
Istället för motorsågen har hon på senare år använt sax, skalpell och svart papper för att åstadkomma luftiga, ganska stränga klipp av nät, stängsel, galler och geometriska förskjutningar.
Ursula Schütz har regelbundet haft separatutställningar, mest i Stockholm, men också på andra håll i Sverige och Tyskland. Hon har också medverkat i en rad internationella grupputställningar, bland annat i  England, Frankrike, USA, Georgien, Ryssland, Korea, Island och Zimbabwe, samt deltagit i grafik-biennaler och triennaler i Indien, Polen, Tjeckoslovakien och Polen. Schütz är representerad med teckningar i Gustaf VI Adolfs samling samt bland annat på Kalmar Konstmuseum.